# 宇久須村
宇久須村（うぐすむら）は静岡県の東部、那賀郡・賀茂郡に属していた村である。現在の西伊豆町北部にあたる。

## 地理
- 山：大野山
- 河川：宇久須川、大久須川

## 歴史
- 1889年（明治22年）4月1日 - 町村制の施行により、宇久須村、安良里村が合併して那賀郡宇久須村が発足。
- 1896年（明治29年）
  - 4月1日 - 郡制の施行により所属郡が賀茂郡に変更。
  - 5月14日 - 大字安良里が分立して安良里村が発足。
- 1956年（昭和31年）9月30日 - 安良里村と合併して賀茂村が発足。同日宇久須村廃止。

## 温泉
- 宇久須温泉